# Otto Frello
Otto William Frello (* 6. April 1924 in Outrup, einem Vorort der Stadt Varde; † 24. März 2015) war ein dänischer Maler, Grafiker, Comiczeichner und Illustrator.

## Werdegang
Nach seinem Schulabschluss nahm er in Billum eine Lehre im Malerhandwerk auf. Ab Mitte der 1940er Jahre belegte er in Kopenhagen mehrere Zeichenkurse, um sich vom Maler im Handwerk zum künstlerischen Maler fortzubilden. 1948 zog er dauerhaft nach Kopenhagen, wo er sein Abitur absolvierte. Anschließend studierte er einige Jahre Kunstgeschichte und belegte gleichzeitig verschiedene Zeichen- und Malkurse. Nach seinem Abschluss wurde er an der Kopenhagener Kunstschule selbst zum Lehrer und unterrichtete für 16 Jahre Schüler in verschiedenen Zeichenfächern. Von 1960 übernahm er zusammen mit einem Kollegen selbst die Leitung der Akademie. Durch die sehr umfangreiche Arbeit mit Illustrationen und Zeichnungen für sechs Handbücher des bekannten dänischen Politikens Forlag gab er 1967 die Leitung der Kunstschule wieder auf. Sein Augenmerk richtete sich zu diesem Zeitpunkt der künstlerischen Buchgestaltung. Des Weiteren widmete er sich umfangreich der Ölmalerei, künstlerischen Zeichnungen, Grafiken sowie Aquarellen für Galerien und Ausstellungen. Otto Frello hat in Dänemark an verschiedenen Ausstellungsorten und Galerien sein künstlerisches Schaffen präsentiert, zuletzt 2009 in Kopenhagen. Viele seiner Werke können auch in einer Dauerausstellung im Varde Museum seines Geburtsortes besichtigt werden. Frello wurde mittlerweile in das etwa alle 40 Jahre aktualisierte dänische Weilbachs Künstlerlexikon aufgenommen.
Mit dem Erschaffen des ersten Comic zur Olsenbande erreichte er über die Kunstszene hinaus weitere große Bekanntheit. Nach dem Drehbuch zum 4. Film dieser Reihe Die Olsenbande und ihr großer Coup veröffentlichte er 1977 im Borgen Forlag unter dem gleichnamigen dänischen Originaltitel Olsen-bandens store kup diesen Comic. Das Album wurde 2008, anlässlich des 40-jährigen Jubiläums der Olsenbande, im Holzhof-Verlag Dresden mit umfangreichem Zusatz- und Hintergrundmaterial auch in deutscher Sprache publiziert.

## Ehrungen
Otto Frello erhielt 2004 den Eurocon Award – Preis in der Kategorie: „Bester Künstler“.
In Varde wurde in der Nähe der ehemaligen St.-Jacobi-Schule und St.-Jacobi-Kirche ein Platz (Otto Frellos Plads) nach Otto Frello benannt.

## Bibliografie
- Lennart Ege (Autor), Otto Frello (Illustrationen und Farbtafeln), Ballons und Luftschiffe: 1783–1973, Orell Füssli, Zürich 1973, ISBN 3-280-00647-3.
- Ove Dragsted (Autor), Otto Frello (Illustrationen und Farbtafeln), Edelsteine in Farben, Universitas-Verlag, Berlin 1974.
- Henny Harald Hansen (Autor), Otto Frello (Illustrationen und Farbtafeln): Kleidung der Völker in Farben, Universitas-Verlag, Berlin 1977, ISBN 3-8004-0834-1.
- Otto Frello (Comic), Erik Balling und Henning Bahs (Text und Szenario): Olsen-bandens store kup, Borgen Forlag, Kopenhagen 1977, ISBN 8741842855.
- Otto Frello, Ole Faber: Otto Frello – der unbekannte Maler, Museet for Varde By og Omegn, Varde 1994, ISBN 87-89834-10-0.
- Otto Frello, Ole Faber: Ein unzeitgemäßer Maler, Museet for Varde By og Omegn, Varde 2004, ISBN 87-89834-46-1.
- Otto Frello, Guido Herda und andere: Die Olsenbande und ihr großer Coup, Holzhof, Dresden 2008, ISBN 978-3-939509-95-0.